# گنبد آتشکده فراشبند
گنبد آتشکدهٔ فراشبند مربوط به دورهٔ اشکانیان - دورهٔ ساسانیان است و در فراشبند، کیلومترِ ۱۲ جادهٔ فراشبند به کازرون واقع شده‌است. این اثر در تاریخ ۲۴ شهریور ۱۳۱۰ با شمارهٔ ثبت ۱۶ به‌عنوان یکی از آثار ملی ایران به ثبت رسیده‌است.

## ویژگی های بنا
این بنا با استفاده از مصالح سنگ و ملات گچ نیمکوب که از معادن همین منطقه استخراج شده اند با کاربری آتشکده با چهار پایه ستون، چهار طاق و یک گنبد (که توسط ایرانیان به عنوان پوشش مدور سقف در دهانه‌های بزرگ و جاهایی که سقف تیر پوش امکان اجرا نداشته ابداع شده) بنا شده و به دلیل وجود چهار طاق به این نام نیز شهرت یافته است.